# Plectris cucullata
Plectris cucullata är en skalbaggsart som beskrevs av Hermann Burmeister 1855. Plectris cucullata ingår i släktet Plectris och familjen Melolonthidae. Inga underarter finns listade i Catalogue of Life.